# Sybrohyagnis
Sybrohyagnis is een kevergeslacht uit de familie van de boktorren (Cerambycidae). De wetenschappelijke naam van het geslacht werd voor het eerst geldig gepubliceerd in 1960 door Breuning.

## Soorten
Sybrohyagnis omvat de volgende soorten:
- Sybrohyagnis congoensis Breuning, 1964
- Sybrohyagnis fuscomaculata Breuning, 1960
- Sybrohyagnis minor Breuning, 1964